# 忘れないで (S'capade feat. alanの曲)
忘れないで（わすれないで）は、S'capade ft. alan の配信シングルである。

## 解説
- 作詞・作曲はSOUL'd OUTのShinnosuke。
- タイアップは日本テレビ系『ハッピーMusic』POWER PLAY。2010年5月7日から放送されていた。
- PVには辻元舞が出演。